# Syllepte cupralis
Syllepte cupralis là một loài bướm đêm trong họ Crambidae.